# Gennosuke Fuse

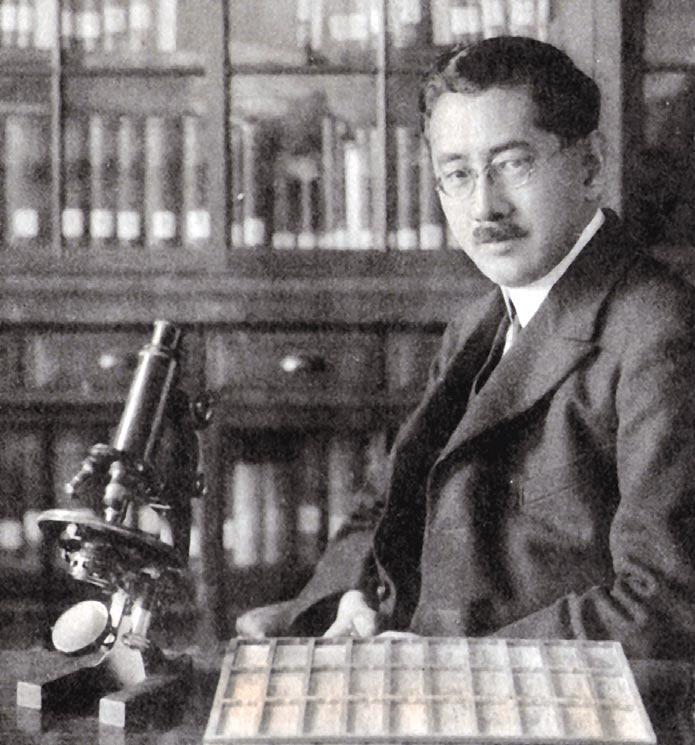
Gennosuke Fuse w 1921 roku

Gennosuke Fuse (jap. 布施 現之助 Fuse Gennosuke; ur. 24 stycznia 1880 w Otaru, zm. 12 grudnia 1946 w Sendai) – japoński neuroanatom okresu Meiji, profesor Szkoły Medycznej Niigata i Cesarskiego Uniwersytetu Tohoku w Sendai. 

## Życiorys
Urodził się jako syn Ichitaru Fuse 24 stycznia 1880 roku w Otaru na Hokkaido. Uczęszczał do Szkoły Wyższej Kanazawa, ukończył ją w 1901 roku. Następnie studiował na Cesarskim Uniwersytecie Tokio, studia ukończył w 1906 roku, 9 lutego 1914 roku otrzymał tytuł doktora nauk medycznych (igaku-hakushi). W Japonii przez pewien czas specjalizował się w laboratorium anatomicznym Yoshikiyo Koganei. 
W latach 1907–1911 i 1914–1916 (lub 1913–1915) był asystentem na Uniwersytecie w Zurychu, i pracował w Instytucie Mózgu u Constantina von Monakowa. Efektem jego pracy w tym czasie były niezwykle szczegółowe monografie neuroanatomiczne. Anegdota przywołana w artykule Akerta mówi, że podczas asystentury w Zurychu Fuse pracował do późna, a gdy woźny Instytutu wyłączał światło w godzinach zamknięcia, pracował dalej przy świetle świecy.
Po pierwszym powrocie do Japonii został mianowany profesorem anatomii w nowo utworzonej Szkole Medycznej Niigata. Po drugim powrocie z Zurychu mianowany na profesora anatomii, histologii i embriologii na Wydziale Medycznym Cesarskiego Uniwersytetu Tohoku w Sendai, piastował tę funkcję do 1941 roku. W latach 1925–1927 był dziekanem Uniwersytetu.
Jego uczniami byli Kodama, Seto, Yamazaki, Ogawa, Yamada, Katsumata, Suzuki, Fukuyama i Ikeda.
W 1921 roku zdobył prestiżową Nagrodę Japońskiej Akademii (jap. 恩賜賞). W 1946 roku otrzymał nominację na członka Akademii.
W 1929 roku w Monachium uczył się neuropatologii u Walthera Spielmeyera.
Zmarł 12 grudnia 1946 w Sendai.

## Dorobek naukowy

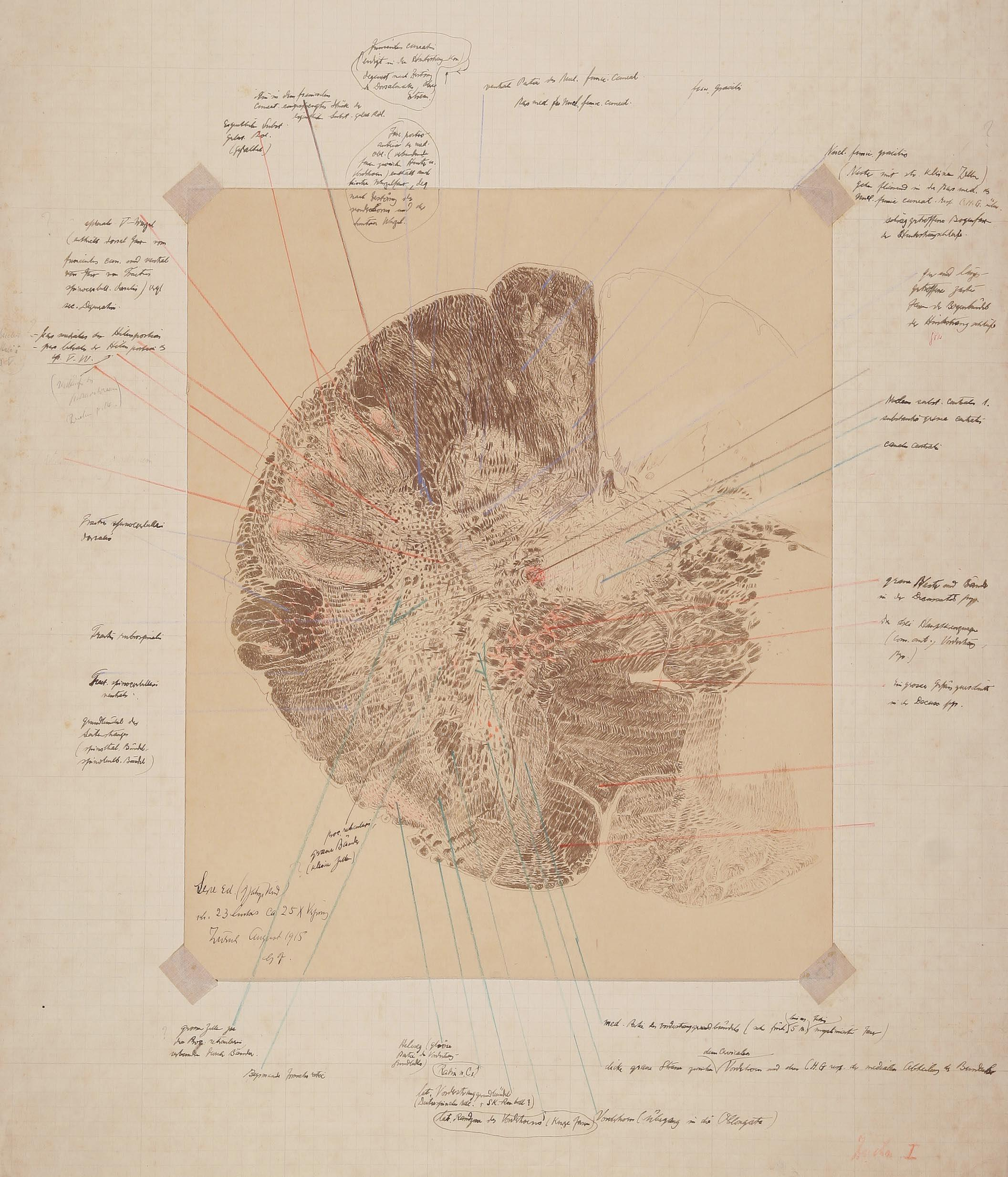
Ilustracja anatomiczna autorstwa Gennosuke Fuse

W dorobku naukowym Gennosuke Fuse znajduje się kilkadziesiąt innych prac, z których większość ukazała się na łamach periodyku wydawanego przez uczelnię w Sendai, „Arbeiten aus dem Anatomischen Institut der Kaiserlich-Japanischen Universität zu Sendai”. Za najważniejszą pracę uważa się jego atlas anatomiczny dolnej części pnia mózgu. Była to pierwsza i jedyna publikacja wydana pod auspicjami Międzynarodowej Komisji Mózgu. 
Fuse dokonał m.in. analizy porównawczej anatomii i histologii jądra nerwu okoruchowego u siedmiu gatunków zwierząt i u człowieka. Odkrył komórki różnej wielkości w jądrze, które doświadczalnie zróżnicował przecinając pień nerwu VI i obserwując wsteczną degenerację włókien. Określił połączenia z jądrem okoruchowym przez przecięcie pęczka podłużnego przyśrodkowego. Kolejne prace dotyczyły obszaru mózgu między konarami móżdżku a jądrem przedsionkowym przyśrodkowym. Przeprowadził dogłębne badania nad neurohistologią i embriologią prążków słuchowych i jąder ślimaka. 
Zajmował się obszarem mózgowia, znanym wówczas jako „innere Abteilung des Kleinhirnstiels”, czyli wąskim pasmem rozdzielającym wstęgę boczną i konar górny móżdżku (brachium conjunctivum). Badania Fusego odkryły w nim włókna tworu siatkowatego, jądro przedsionkowe boczne, i jądra wstęgi bocznej. Zajmował się budową dna komory IV, skupiając się na jądrach nerwu twarzowego, błędnego i językowo-gardłowego, oraz niektórymi połączeniami tych jąder. Był pierwszym, który opisał jądra oliwki w okolicy przedpokrywowej. 
Fuse i Albert von Kölliker upamiętnieni są w eponimicznej nazwie jądra Köllikera-Fusego. Kölliker swój opis przedstawił w 1898 roku, Fuse w 1916.

## Lista prac
1911
- Beitrage zur Anatomie des Bodens des IV. Ventrikels. Nisshin Igaku 1, 1-42 (1911)
- Die Topographic, die feinere Architektonik und die zentralen Verbindungen des Abduzenskerns bei einzelnen Reprasentanten der Sauger. Neurologisches Zentralblatt 30, 178-184 (1911)
- Striae acusticae von v. Monakow beim Menschen. Neurologisches Zentralblatt 30, 912-917 (1911)

1912
- Constantin von Monakow, Gennosuke Fuse, Rudolf Brun. Die innere Abteilung des Kleinhirnstiels (Meynert, IAK) und der Deiterssche Kern. Vergleichend-anatomische, embryologische u. experimentell-anatomische Untersuchungen 6, 29-267, Wiesbaden: J.F. Bergmann, 1912.
- Ueber den Abduzenskern der Säuger. Arb. Hirnanat. Inst. Zurich 6, 401-447, 9 Abb. (1912)
- Ueber die Striae am Boden des 4. Ventrikels.  (Bodenstriae medullares acusticae der aelteren Autoren ; „Klangstab" von Bergmann). Neurologisches Zentralblatt 31, 403-413 (1912)

1913
- Gennosuke Fuse, Mieczyslaw Minkowski. Das Ganglion ventrale und das Tuberculum acusticum bei einigen Säuglingen und beim Menschen. Die Randgebiete des Pons und des Mittelhirns. Vergleichend-anatomische, normalanatomische und embryologische Untersuchungen (1913,7: pp.1-210, 99 Abb.) Wiesbaden: J.F. Bergmann, 1913
- Die Randgebiete des Pons und des Mittelhirns (1913, 7: pp.211-253, 13 Abb.).
- Das Ganglion Ventrale und das Tuberculum Acusticum bei einigen Säugern. J.F. Bergmann, 1913
- Das Ganglion ventrale und das Tuberculum acusticum bei einigen Säugern und beim Menschen; vergleichend-anatomische, normalanatomische und embryologische Untersuchungen. Wiesbaden, J.F. Bergmann, 1913

1914
- Beiträge zur Anatomie des Bodens des IV. Ventrikels. I. Ueber das Triangularis-Intercalatus-Bündel, ein phylogenetisch und ontogenetisch spät sich entwickelndes Bündel zwischen dem sog. Nucleus intercalatus und dem Nucleus triangularis. II. Einiges Neue über die Endigungsstätten der Wurzelfasern des Nervus vagoglossopharyngeus beim Menschen (1914, 8: pp.213-231, 8 Abb.).

1916
- Die Medulla oblongata, Orell-Füssli, Zurych 1916
- Gennosuke Fuse, Constantin von Monakow: Mikroskopischer Atlas des menschlichen Gehirns. Zürich: Art. Institut Orell Füssli, 1916
- Ueber das gewundene Grau im vorderen Zweihügel, den Nucleus olivaris corp. quadrigemini anterioris beim Menschen. Eine bislang unbekannte, wenigstens nicht richtig gewürdigte graue Masse. (Vortrag, gehalten am 6. November 1914 in der psychiatr.-neurol. Gesellschaft in Zürich) (1916, 10: pp.95-112, 7 Abb.).
- M Tramer, Gennosuke Fuse, Constantin von Monakow: Ueber Messung und Entwickelung der Rindenoberfläche des menschlichen Grosshirns mit Beitrag zur Kenntnis der Microcephalia vera. Die Organisation und der Verlauf der akustischen Bahnen. Wiesbaden : J.F. Bergmann, 1916
- Die Organisation und der Verlauf der akustischen Bahnen. (Dieser Aufsatz war als Referat für den Internationalen Kongress für Neurologie, Psychiatrie und Psychologie zu Bern am 7.-12. September 1914 bestimmt) (1916, 10: pp.59-94, 5 Abb.)

1919
- Über einige individuell stark variierende Bildungen der Oblongata beim Menschen. Arbeiten aus dem Anatomischen Institut der Kaiserlich-Japanischen Universitaet zu Sendai 2, 1-23 (1919)
- Über einige ungewöhnlich verlaufende Bündel bei der Katze. Arbeiten aus dem Anatomischen Institut der Kaiserlich-Japanischen Universitaet zu Sendai 2, 25-48 (1919)
- Vertikale Durchschneidung der interrubralen  Region resp. des medialen Segmentes der Mittelhirnhaube. 'Arbeiten aus dem Anatomischen Institut der Kaiserlich-Japanischen Universitaet zu Sendai 2, 49-86 (1919)
- Beiträge zur normalen Anatomie des der spinalen Trigeminuswurzel angehorigen Gratis, vor allem der Substantia gelationsa Rolando beim Menschen. Arbeiten aus dem Anatomischen Institut der Kaiserlich-Japanischen  Universitaet zu Sendai 2, 87-189 (1919)
- Experimentale Beiträge zur Anatomie des Corpus trapezoides. Arbeiten aus dem Anatomischen Institut der Kaiserlich-Japanischen Universitaet zu Sendai 2, 191-250 (1919)
- Einiges über das anscheined weniger berücksichtigte Grau in der Zone zwischen der oberen Olive und der spinalen Quintuswurzel resp. der Substantia gelatinosa Rolando beim Menschen. Arb Anat Inst Sendai 2, 251-274 (1919)
- Innerer Aufbau der zentralcn akustischen Bahnen. Arbeiten aus dem Anatomischen Institut der Kaiserlich-Japanischen Universitaet zu Sendai 2, 275-384 (1919)

1920
- Beiträge zur mikroskopischen Anatomie des Truncus cerebri. Arbeiten aus dem Anatomischen Institut der Kaiserlich-Japanischen Universitaet zu Sendai 4, 1-107 (1920)
- Beitrag zur mikroskopischen Anatomic der primaren Endigungsstatten des n. Octavus, des Ganglion ventrale acustici und des Tuberculum acusticum, beim Stachelschwein. Arbeiten aus dem Anatomischen Institut der Kaiserlich-Japanischen  Universitaet zu Sendai 5, 50-74 (1920)
- Ein Beitrag zur Anatomie der zentralcn akustischen Batmen beim fliegenden Hunde. Arb Anat Inst Sendai 5, 71-74 (1920)
- Über den akzessorischen  ventralen Kern der lateralcn Schleife ("Nucleua ventralis accessorius lemnisci lateralis") bci einigen Vivcrridae. Arbeiten aus dem Anatomischen Institut der Kaiserlich-Japanischen  Universitaet zu Sendai 5, 75-87 (1920)
- Über einen bislang nicht berucksichtigten Kern medial am Ganglion ventrale acustici beim fliegenden Hunde. Arbeiten aus dem Anatomischen Institut der Kaiserlich-Japanischen  Universitaet zu Sendai 5, 80-82 (1920)
- Über eine neue Endigungsstatte des v. Monakowchen rubrospinal en Bündels beim Hunde und Kaninchen. Arbeiten aus dem Anatomischen Institut der Kaiserlich-Japanischen Universitaet zu Sendai 5, 83-86 (1920)
- Über ein merkwürdiges, langes markloses Nervenbündel irn Hirnstamm der Ghelonia imbricata.   Arbeiten aus dem Anatomischen Institut der Kaiserlich-Japanischen Universitaet zu Sendai 5, 87-91 (1920)
- Studien über die Kleinhirnrinde der Wirbeltiere. Arbeiten aus dem Anatomischen Institut der Kaiserlich-Japanischen Universitaet zu Sendai 5, 92-131 (1920)

1921
- Fuse G, Yamamoto M. Beitrage zur makroskopischen Anatomie des Truncus cerebri bei Japanern. Arbeiten aus dem Anatomischen Institut der Kaiserlich-Japanischen  Universitaet zu Sendai 6, 1-128 (1921)

1922
- Ein weiterer Beitrag zu dem bislang unbekannten resp. nicht genügend berucksichtigten Grau in der Zone zwischen der spinalen Quintuswurzel und der oberen Olive ("Zona quintoolivaris superior"), insbesondere ber den Seitenstrangkern des Pons bei einigen Saugern (Eichhorn, fliegender Hund, Igel, Stachelschwein, Paradoxurus, Herpestes mungo und urva, Dachs, Meles anakuma, Stenops, Lemur und Orang-Utan). Arb Anat Inst Sendai 7, 1-64 (1922)

1924
- Ein neuer experimeteller Beitrag zur mikroskopischen Anatomie der medialen Schleife des Kaninchens. Schleifenanteil aus der oberen Olive zur medialen Schleife (Thalamusschleife der oberen Olive). Arb Anat Inst Sendai 8, 1-19 (1924)
- Experimentaluntersuchungen über die obere Olive und das Corporis trapezoides. — Lineal-vertikale Durchschneidung des Corpus trapezoides in und neben der Raphe. Arb Anat Inst Sendai 9, 1-107 (1924)

1926
- Eine neue Kreuzungsart der Pyramidenbahn bei den Säugern: Mittlerer Seitenstrangtypus der sog. proximalen Pyramidenkreuzung beim grossen Ameisenbären (Myrmecophaga tridactyla). Proceedings of the Imperial Academy 2, 8, 457-458 (1926) ]
- Vergleichend-anatomische Betrachtungen am Hirnstamme der Säugetiere. Arb Anat Inst Sendai  12, 1-168 (1926)
- Uber zwei bisher unbekannte Kreuzungsarten der Pyramidenbahn bei den Saugern. Proceedings of the Imperial Academy 2, 356-359 (1926)

1927
- [Über die 3 Arten der Pyramidenkreuzung] (jap). Tohoku Igaku Zassi 10, 39 (1927)

1928
- Einige strukturelle Besonderheiten am Hirnstamm bei den im Wasserlebenden Saugern (Seehund, Seebar und Delphin). Arbeiten aus dem Anatomischen Institut der Kaiserlich-Japanischen  Universitaet zu Sendai 13, 333-354 (1928)

1934
- Fuse G, Ogawa T. Bei trage zur vergleichenden Anatomie des roten Kerns: Über den Zusammenfluss des roten Kerns mit den Nebenokulomotorius-kernen beim Seebaren (Callorhinus ursinus Gray) und Seehunde (Phoca hispida largha Pallas). Arbeiten aus dem Anatomischen Institut der Kaiserlich-Japanischen  Universitaet zu Sendai 16, 361-391 (1934)

1935
- Fuse G, Suzuki Y. Über das "Solanylin", ein Ersatzmittel des Hämatoxylins. Arbeiten aus dem Anatomischen Institut der Kaiserlich-Japanischen  Universitaet zu Sendai 17, 175-182 (1935)
- Über das Corpus geniculatum mediale vom Typus des gewundenen Graus beim Gibbon. Arbeiten aus dem Anatomischen Institut der Kaiserlich-Japanischen Universitaet zu Sendai 17, 195-201 (1935)
- Über strukturelle Eigenheiten am vorderen Zweihiigel des Seiwals (Balaenoptera borealis LESS.) Arbeiten aus dem Anatomischen Institut der Kaiserlich-Japanischen  Universitaet zu Sendai 17, 203—227 (1935)

1936
- Über die Epiphyse bei einigen wasserbewohnenden Saugetieren. Arb Anat Inst Sendai 18, 241-341 (1936)
- Das gewundene Grau oder der Olivenkern des vorderen Zweihügels, Nucleus olivaris corporis quadrigemini anterioris, bei Mensch und Tier. Arb Anat Inst Sendai 19, 49-486 (1936)
- [Über das gewundene Grau im vorderen Vierhiigel bei den Saugern (sog. Nucleus olivaris corp. quadrigem. ant.)] Nisshin Igaku 25, 571-587 (1936)

1937
- Fuse G, Hino G. Über das "Kabunylin", ein Kernfiirbungsmittel aus der roten Rube (Beta vulgaris L., f. rubra DC). Arbeiten aus dem Anatomischen Institut der Kaiserlich-Japanischen  Universitaet zu Sendai 20, 111-113 (1937)
- Beitrage zur Anatomie der Regiones rubra et oculomotoria bei den Saugetieren : Über eine innige Verbindung der roten Kerns mit den Nebenokulomotoriuskernen (Bechterew, Darkschewitsch) und den Fontanenkernen (v. Monakow) beim Seebaren. Arbeiten aus dem Anatomischen Institut der Kaiserlich-Japanischen  Universitaet zu Sendai 20, 115-121 (1937)
- Ein neuer Versuch zur Unterteilung des Nucleus ruber tegmenti bei den Karnivoren und zur phylogenetischen Bewertung seiner Entwicklung unter Berucksichtigung der an Karnivoren und Affen gewonnenen Ergebnisse. Arbeiten aus dem Anatomischen Institut der Kaiserlich-Japanischen  Universitaet zu Sendai 20, 123-188 (1937)

1938
- Beitrage zur Anatomie des Nucleus ruber tegmenti beim Delphinus delphis L.  Arbeiten aus dem Anatomischen Institut der Kaiserlich-Japanischen  Universitaet zu Sendai 21, 219-235 (1938)
- Beitrage zur Histomorphologie des Corpus mammillare bei Orangutan, Silbergibbon, buntfarbigem Gibbon, Siamang und schwarzem Klammeraffe, sowie vergleichende Bemerkungen über das Corpus mammillare auf Grund der von mir bei anderen Affen gewonnenen Ergebnisse und der anderer Forscher. Arb Anat Inst Sendai 21, 237-347 (1938)
- Uber einen bisher unbekannten, dem Nucleus olivaris corporis quadrigeraini anterioris gleichstellbaren Kern bei einigen Delphinen. Arbeiten aus dem Anatomischen Institut der Kaiserlich-Japanischen Universitaet zu Sendai 21, 349-357 (1938)

1939
- Einige Besonderheiten am Corpus mammillare des Seebaren. Arbeiten aus dem Anatomischen Institut der Kaiserlich-Japanischen  Universitaet zu Sendai 22, 119-136 (1939)
- Uber die Hypophyse beim Seebaren (Callorhinus ursinus Gray). Arbeiten aus dem Anatomischen Institut der Kaiserlich-Japanischen Universitaet zu Sendai 22, 137-161 (1939)

1940
- Einiges Vergleichend-anatomisches tiber ein bisher nicht geniigend dargestelltes bzw. gewurdigtes Grausystem in und an der spinalen Quintuswurzel (Nuclei intra- et extratrigeminales) bei einigen Wassersaugetieren (Seehund, Seebar, Seeotter, Delphin und Seiwal). Arbeiten aus dem Anatomischen Institut der Kaiserlich-Japanischen  Universitaet zu Sendai 23, 165-223 (1940)
- Über ein bisheran nicht geniigend dargestelltes bzw. gewurdigtes Grau in und an der spinalen Quintuswurzel, die Nuclei intra- und extra¬trigeminales, bei einigen Affen. Arbeiten aus dem Anatomischen Institut der Kaiserlich-Japanischen  Universitaet zu Sendai 23, 225-247 (1940)
- Über die in und an der spinalen Quintuswurzel ansassigen Zellmassen, die Nuclei intra- und extratrigeminales, bei EichhSrnchen, Fledermaus und Igel. Arbeiten aus dem Anatomischen Institut der Kaiserlich-Japanischen  Universitaet zu Sendai 23, 249-267 (1940)
- Individuelle Verschiedenheiten in der Entwicklungsweise des Drüsenteils und im Reichtum an markhaltigen Nervenfasern im Nerventeil der Hypophyse des Seebären. Arbeiten aus dem Anatomischen Institut der Kaiserlich-Japanischen Universitaet zu Sendai 23, 269-278 (1940)

1941
- Fuse G, Kikuchi S. Zusammenfassende Übersicht über die wichtigsten Gliederungstypen des Corpus striatum und des Globus pallidus bei den Säugetieren. Arbeiten aus dem Anatomischen Institut der Kaiserlich-Japanischen  Universitaet zu Sendai 24, 319-342 (1941)